# باشگاه فوتبال هارتلی وینتنی
باشگاه فوتبال هارتلی وینتنی (به انگلیسی: Hartley Wintney Football Club) یک باشگاه فوتبال در شهر هارتلی وینتنی، کشور انگلستان است که در سال ۱۸۹۷ میلادی تأسیس شده‌است.